# Giải Oscar lần thứ 96
Lễ trao giải Oscar lần thứ 96 là lễ trao giải thường niên do Viện Hàn lâm Khoa học và Nghệ thuật Điện ảnh tổ chức, nhằm tôn vinh những tác phẩm điện ảnh xuất sắc nhất năm 2023. Buổi lễ được diễn ra tại Nhà hát Dolby ở Hollywood, Los Angeles, California vào ngày 10 tháng 3 năm 2024, do Hamish Hamilton làm đạo diễn và được phát sóng trên truyền hình tại Mỹ bởi đài ABC, đồng thời cũng được lên sóng tại Việt Nam vào ngày 11 tháng 3 năm 2024 trên K+. Jimmy Kimmel tiếp tục là người dẫn chương trình tổng thể của buổi lễ, đánh dấu đây là lần thứ tư mà Kimmel làm nguời dẫn chương trình cho giải Oscar, sau các buổi lễ lần thứ 89, lần thứ 90 và lần thứ 95.
Các đề cử chính thức đã được công bố vào ngày 23 tháng 1 năm 2024. Oppenheimer dẫn đầu danh sách với 13 đề cử, theo sau là Poor Things với 11 đề cử và Vầng trăng máu với 10 đề cử. Oppenheimer chung cuộc đã giành được bảy hạng mục lớn, bao gồm Phim hay nhất và Đạo diễn xuất sắc nhất, trong khi Poor Things giành bốn hạng mục và The Zone of Interest giành hai hạng mục. Những tác phẩm khác đều mang về một hạng mục chung cuộc bao gồm American Fiction, Kỳ án trên đồi tuyết, Barbie, Thiếu niên và chim diệc, Godzilla Minus One, The Holdovers, 20 Days in Mariupol, War Is Over! Inspired by the Music of John and Yoko, và The Wonderful Story of Henry Sugar. Buổi lễ đã thu hút 19,5 triệu người xem tại Mỹ, qua đó trở thành chương trình trao giải được xem nhiều nhất kể từ năm 2020.
Trong các sự kiện liên quan trước buổi lễ, Viện Hàn lâm đã tổ chức lễ trao giải Governor vào ngày 9 tháng 1 năm 2024 tại phòng khiêu vũ Ray Dolby ở Ovation Hollywood, do John Mulaney làm người chủ trì. Đến ngày 23 tháng 2 năm 2024, giải Oscar cho khoa học kỹ thuật được tổ chức tại Bảo tàng Hàn lâm về Nghệ thuật điện ảnh (Academy Museum of Motion Pictures) ở Los Angeles, do Natasha Lyonne làm người chủ trì kiêm người trao giải của buổi lễ. Một buổi phát trực tiếp của ngôn ngữ ký hiệu Mỹ có video của các phiên dịch viên đã được phát trên trang YouTube của Viện Hàn lâm.

## Đề cử và đoạt giải

### Giải thưởng chính

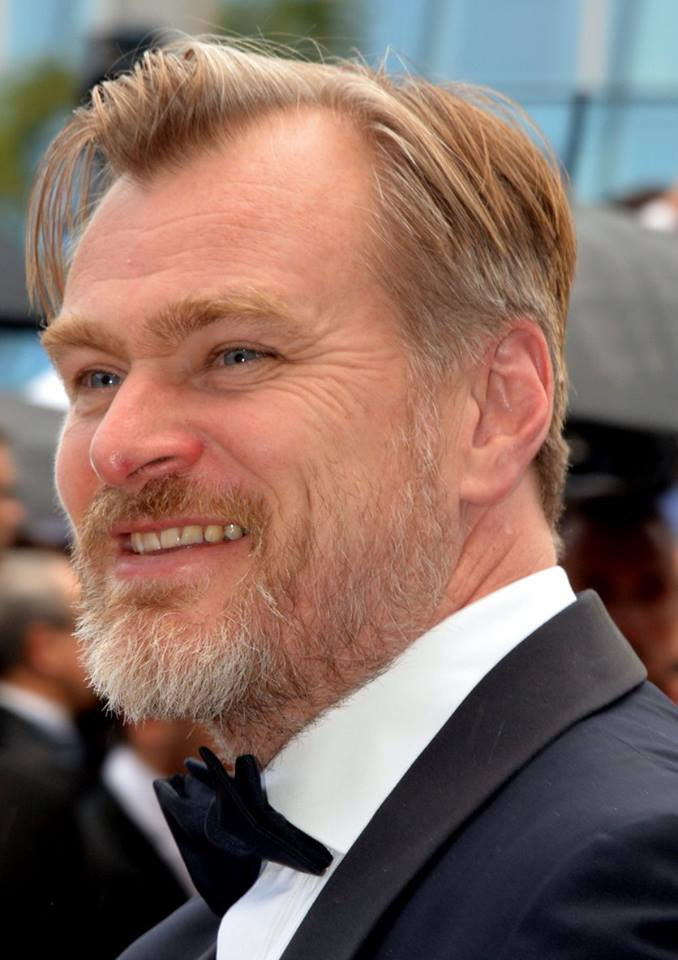
Christopher Nolan, người đồng thắng giải Phim hay nhất và thắng giải Đạo diễn xuất sắc nhất

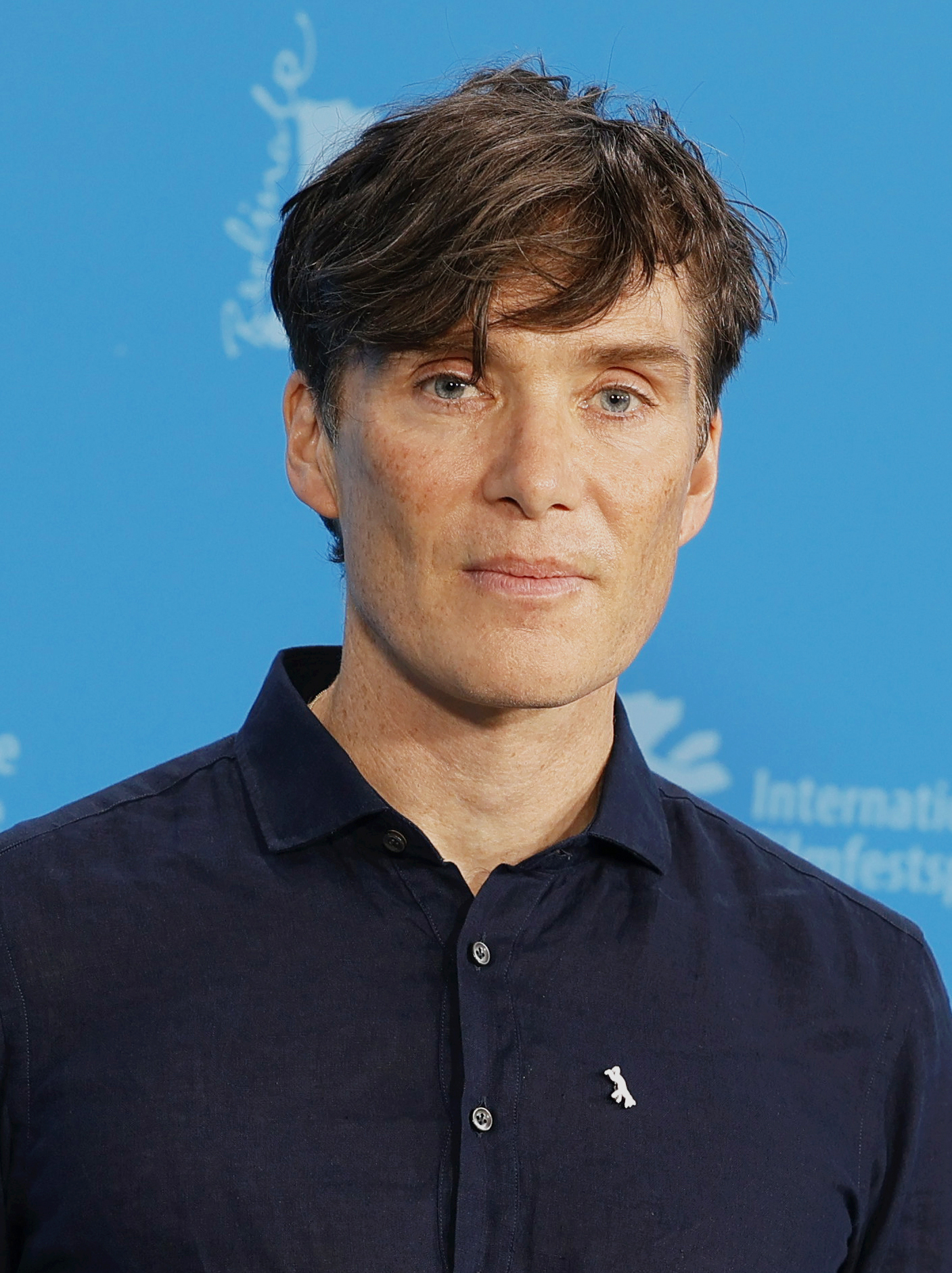
Cillian Murphy, người thắng giải Nam diễn viên chính xuất sắc nhất

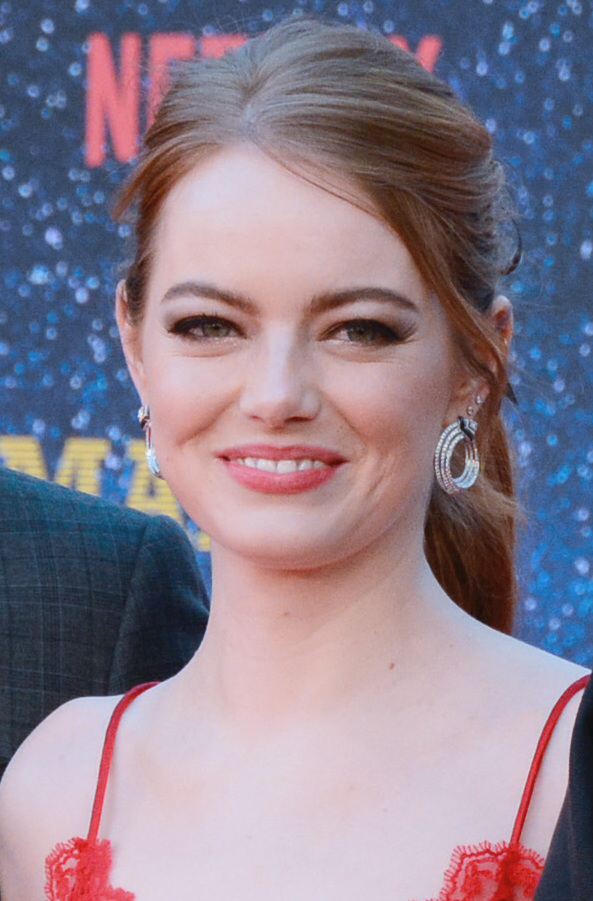
Emma Stone, người thắng giải Nữ diễn viên chính xuất sắc nhất

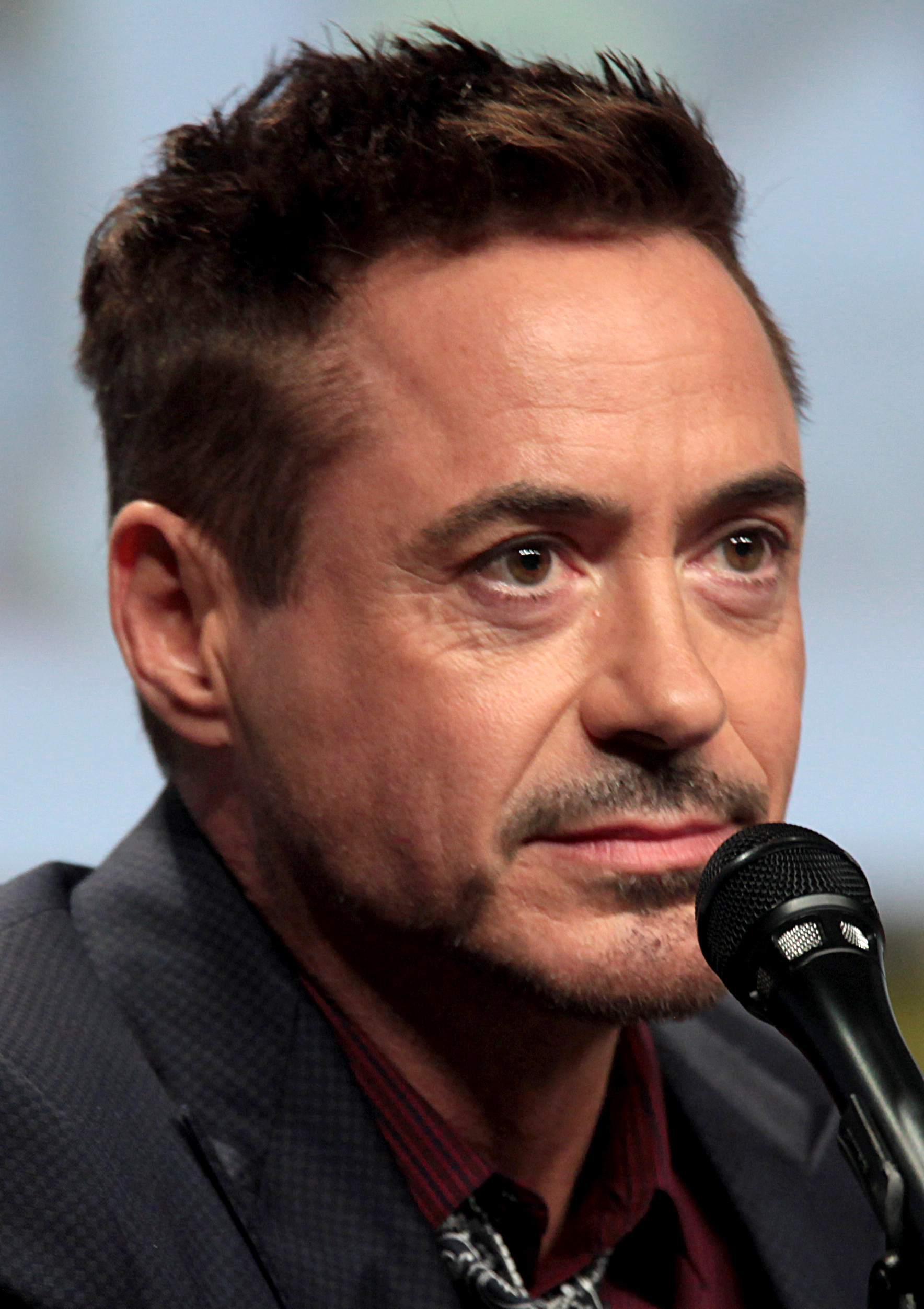
Robert Downey Jr., người thắng giải Nam diễn viên phụ xuất sắc nhất

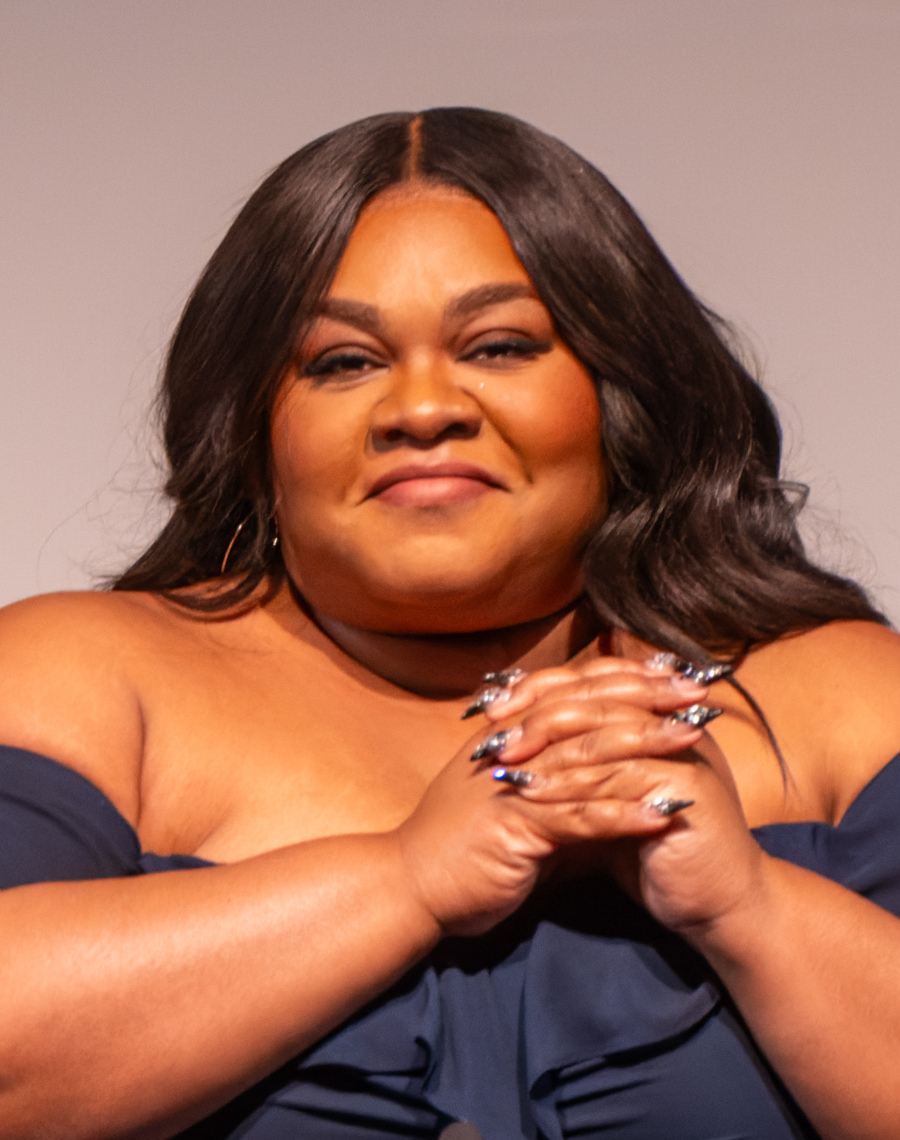
Da'Vine Joy Randolph, người thắng giải Nữ diễn viên phụ xuất sắc nhất

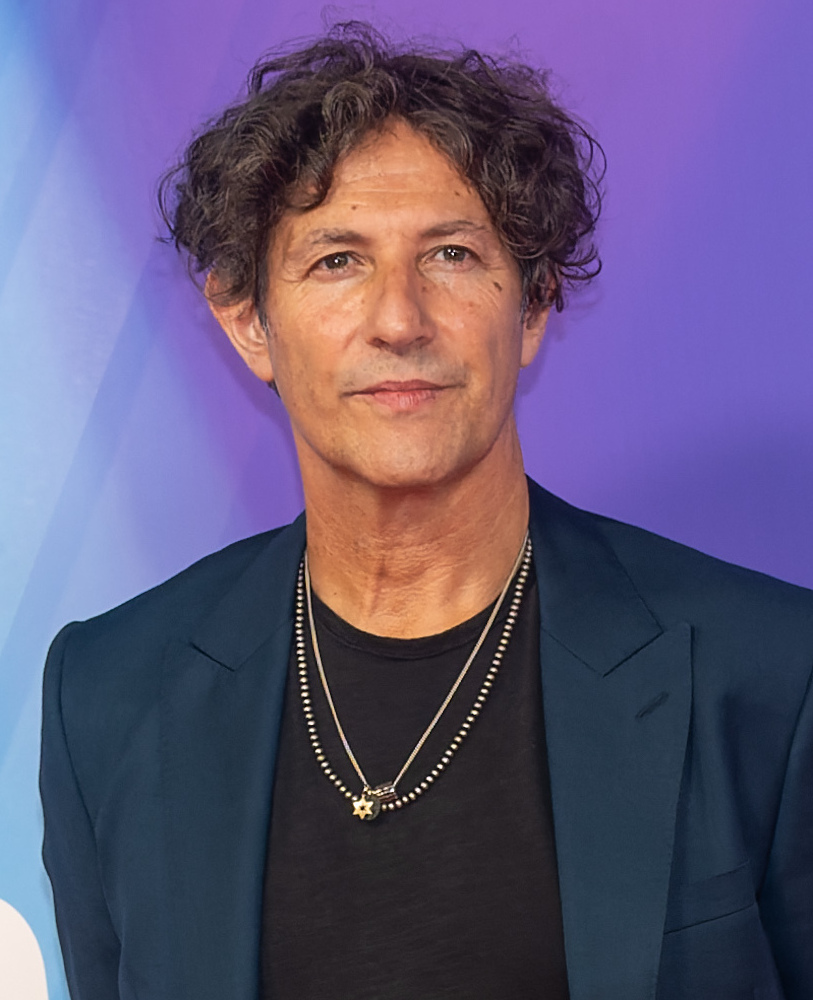
Jonathan Glazer, người thắng giải Phim quốc tế hay nhất

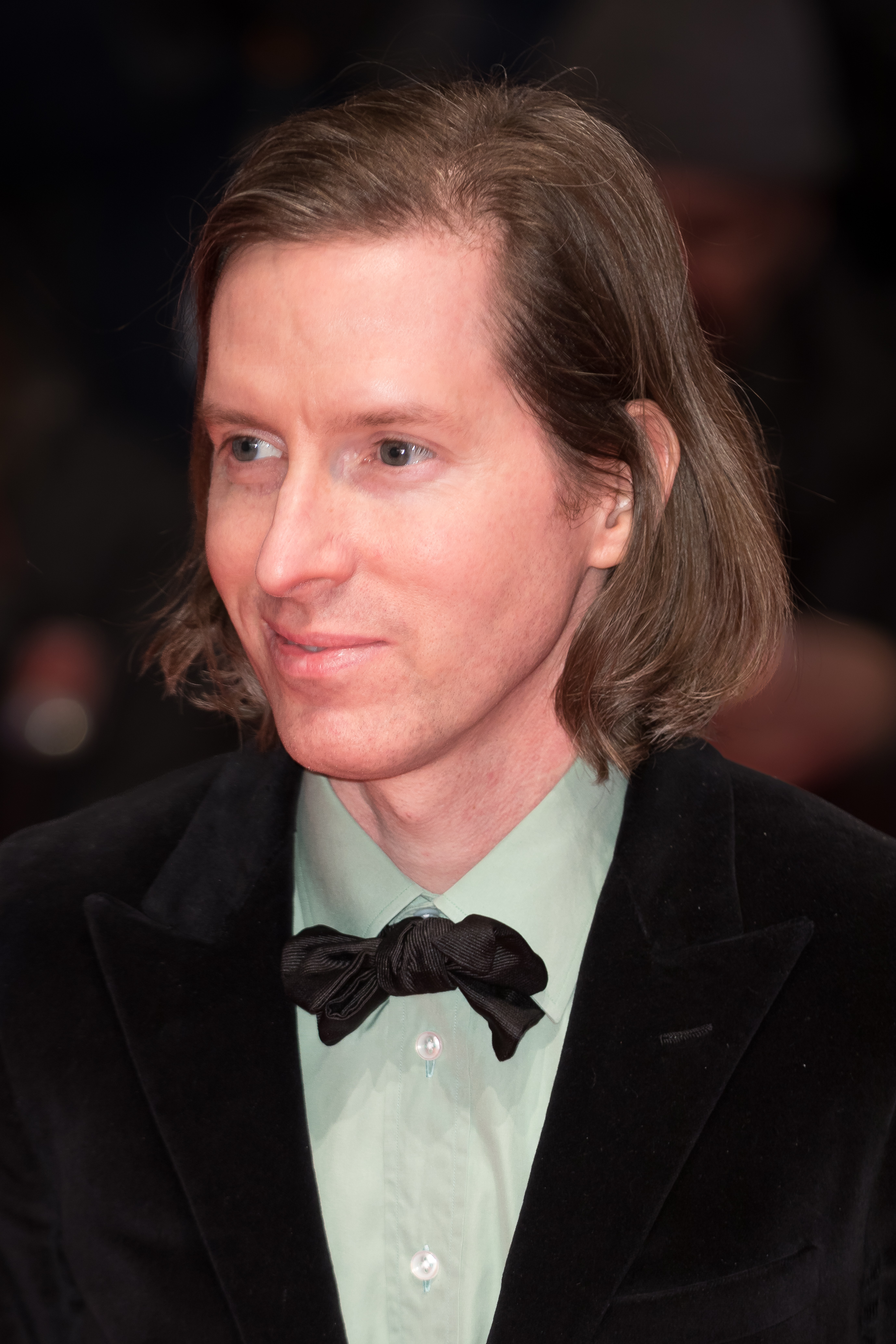
Wes Anderson, người đồng thắng giải Phim ngắn hay nhất

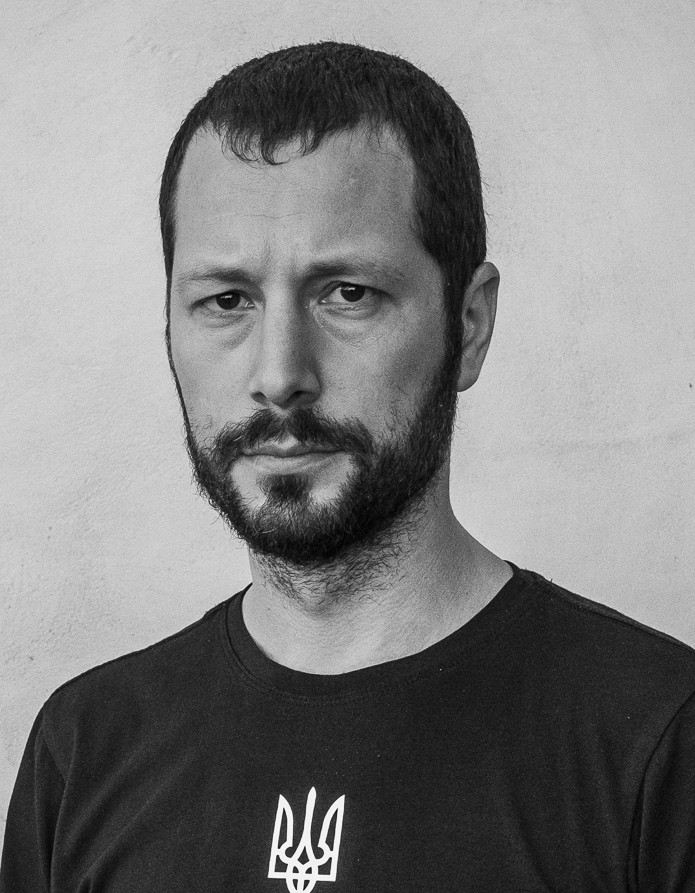
Mstyslav Chernov, người đồng thắng giải Phim tài liệu hay nhất

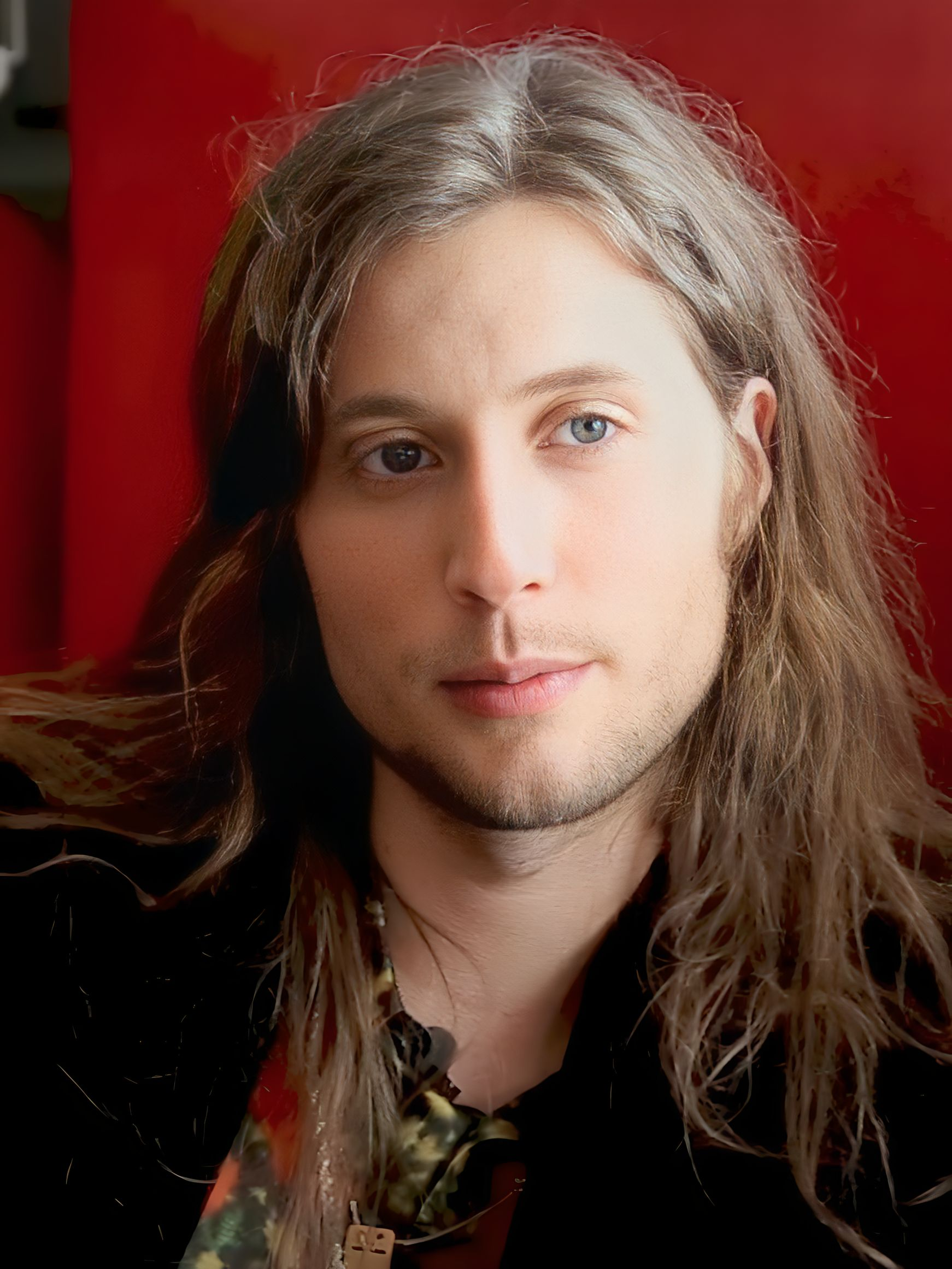
Ludwig Göransson, người thắng giải Nhạc phim hay nhất

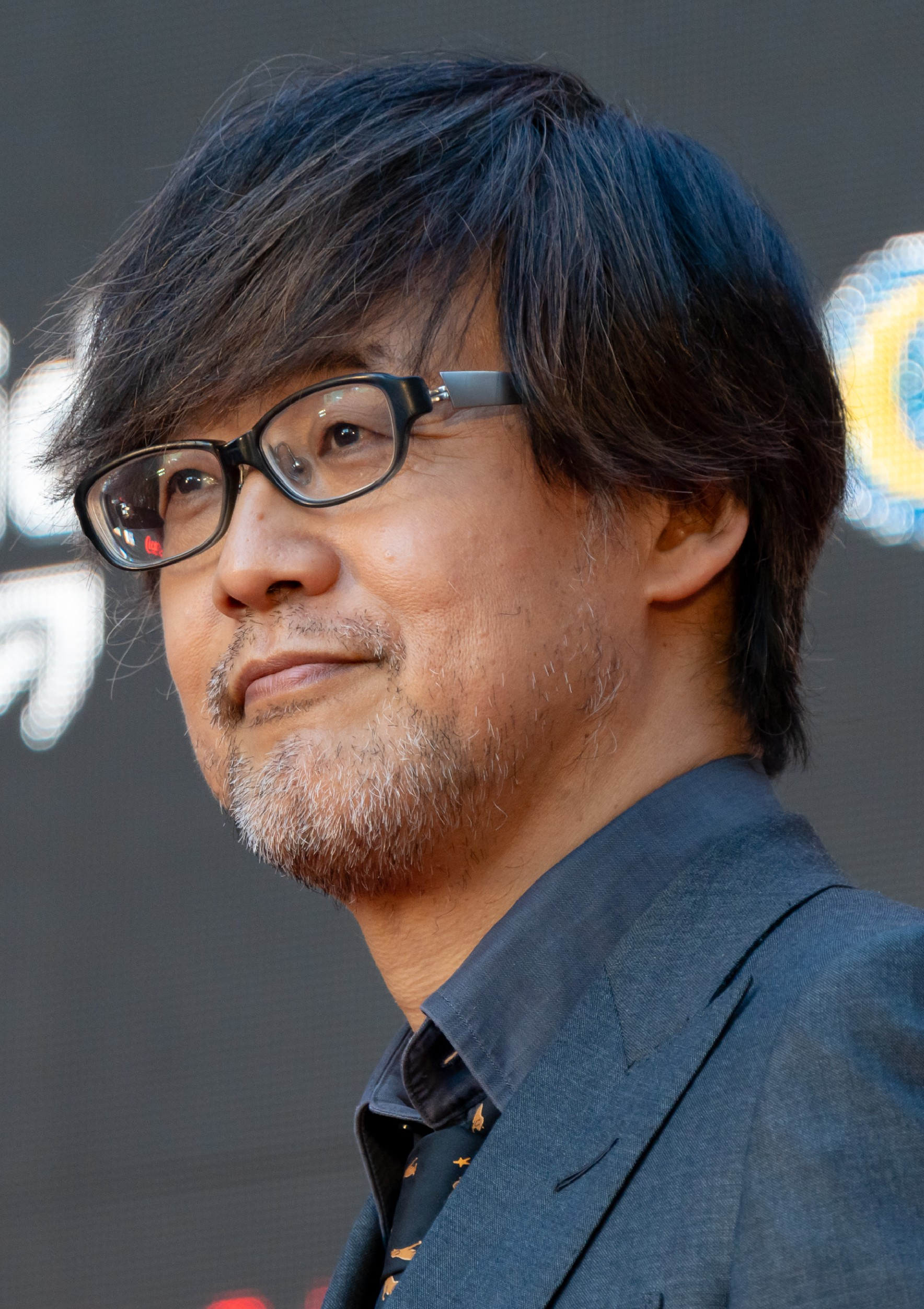
Yamazaki Takashi, người đồng thắng giải Hiệu ứng hình ảnh xuất sắc nhất

Người chiến thắng được liệt kê lên đầu hàng, được đánh dấu bằng in đậm và biểu thị bằng biểu tượng dấu thập kép (‡).
| Phim hay nhất - Oppenheimer – Emma Thomas, Charles Roven và Christopher Nolan, sản xuất‡ - American Fiction – Ben LeClair, Nikos Karamigios, Cord Jefferson và Jermaine Johnson, sản xuất - Kỳ án trên đồi tuyết – Marie-Ange Luciani và David Thion, sản xuất - Barbie – David Heyman, Margot Robbie, Tom Ackerley và Robbie Brenner, sản xuất - The Holdovers – Mark Johnson, sản xuất - Vầng trăng máu – Dan Friedkin, Bradley Thomas, Martin Scorsese và Daniel Lupi, sản xuất - Maestro – Bradley Cooper, Steven Spielberg, Fred Berner, Amy Durning và Kristie Macosko Krieger, sản xuất - Muôn kiếp nhân duyên – David Hinojosa, Christine Vachon và Pamela Koffler, sản xuất - Poor Things – Ed Guiney, Andrew Lowe, Yorgos Lanthimos và Emma Stone, sản xuất - The Zone of Interest – James Wilson, sản xuất | Đạo diễn xuất sắc nhất - Christopher Nolan – Oppenheimer‡ - Justine Triet – Kỳ án trên đồi tuyết - Martin Scorsese – Vầng trăng máu - Yorgos Lanthimos – Poor Things - Jonathan Glazer – The Zone of Interest |
| Nam diễn viên chính xuất sắc nhất - Cillian Murphy – Oppenheimer trong vai Robert Oppenheimer‡ - Bradley Cooper – Maestro trong vai Leonard Bernstein - Colman Domingo – Rustin trong vai Bayard Rustin - Paul Giamatti – The Holdovers trong vai Paul Hunham - Jeffrey Wright – American Fiction trong vai Thelonious "Monk" Ellison | Nữ diễn viên chính xuất sắc nhất - Emma Stone – Poor Things trong vai Bella Baxter‡ - Annette Bening – Nyad trong vai Diana Nyad - Lily Gladstone – Vầng trăng máu trong vai Mollie Burkhart - Sandra Hüller – Kỳ án trên đồi tuyết trong vai Sandra Voyter - Carey Mulligan – Maestro trong vai Felicia Montealegre |
| Nam diễn viên phụ xuất sắc nhất - Robert Downey Jr. – Oppenheimer trong vai Lewis Strauss‡ - Sterling K. Brown – American Fiction trong vai Clifford "Cliff" Ellison - Robert De Niro – Vầng trăng máu trong vai William King Hale - Ryan Gosling – Barbie trong vai Ken - Mark Ruffalo – Poor Things trong vai Duncan Wedderburn | Nữ diễn viên phụ xuất sắc nhất - Da'Vine Joy Randolph – The Holdovers trong vai Mary Lamb‡ - Emily Blunt – Oppenheimer trong vai Kitty Oppenheimer - Danielle Brooks – The Color Purple trong vai Sofia - America Ferrera – Barbie trong vai Gloria - Jodie Foster – Nyad trong vai Bonnie Stoll |
| Kịch bản gốc xuất sắc nhất - Kỳ án trên đồi tuyết – Justine Triet và Arthur Harari‡ - The Holdovers – David Hemingson - Maestro – Bradley Cooper và Josh Singer - May December – biên kịch: Samy Burch; cốt truyện: Samy Burch và Alex Mechanik - Muôn kiếp nhân duyên – Celine Song | Kịch bản chuyển thể xuất sắc nhất - American Fiction – Cord Jefferson; dựa theo tiểu thuyết Erasure của Percival Everett‡ - Barbie – Greta Gerwig và Noah Baumbach; dựa trên các nhân vật được sáng tạo bởi Ruth Handler - Oppenheimer – Christopher Nolan; dựa theo cuốn sách tiểu sử American Prometheus: The Triumph and Tragedy of J. Robert Oppenheimer của Kai Bird và Martin J. Sherwin - Poor Things – Tony McNamara; dựa theo tiểu thuyết của Alasdair Gray - The Zone of Interest – Jonathan Glazer; dựa theo tiểu thuyết của Martin Amis |
| Phim hoạt hình hay nhất - Thiếu niên và chim diệc – Miyazaki Hayao và Suzuki Toshio‡ - Xứ sở các nguyên tố – Peter Sohn và Denise Ream - Nimona – Nick Bruno, Troy Quane, Karen Ryan và Julie Zackary - Robot Dreams – Pablo Berger, Ibon Cormenzana, Ignasi Estapé và Sandra Tapia Díaz - Người Nhện: Du hành Vũ trụ Nhện – Kemp Powers, Justin K. Thompson, Phil Lord, Christopher Miller và Amy Pascal | Phim quốc tế hay nhất - The Zone of Interest (Anh) – Jonathan Glazer đạo diễn‡ - Io capitano (Ý) – Matteo Garrone đạo diễn - Perfect Days (Nhật Bản) – Wim Wenders đạo diễn - Society of the Snow (Tây Ban Nha) – J. A. Bayona đạo diễn - The Teachers' Lounge (Đức) – İlker Çatak đạo diễn |
| Phim tài liệu hay nhất - 20 Days in Mariupol – Mstyslav Chernov, Michelle Mizner và Raney Aronson-Rath‡ - Bobi Wine: The People's President – Moses Bwayo, Christopher Sharp và John Battsek - The Eternal Memory – Maite Alberdi, Juan de Dios Larraín, Pablo Larraín và Rocio Jadue - Four Daughters – Kaouther Ben Hania và Nadim Cheikhrouha - To Kill a Tiger – Nisha Pahuja, Cornelia Principe và David Oppenheim | Phim tài liệu ngắn hay nhất - The Last Repair Shop – Ben Proudfoot và Kris Bowers‡ - The ABCs of Book Banning – Sheila Nevins và Trish Adlesic - The Barber of Little Rock – John Hoffman và Christine Turner - Island in Between – S. Leo Chiang và Jean Tsien - Nǎi Nai & Wài Pó – Sean Wang và Sam Davis |
| Phim ngắn hay nhất - The Wonderful Story of Henry Sugar – Wes Anderson và Steven Rales‡ - The After – Misan Harriman và Nicky Bentham - Invincible – Vincent René-Lortie và Samuel Caron - Knight of Fortune – Lasse Lyskjær Noer và Christian Norlyk - Red, White and Blue – Nazrin Choudhury và Sara McFarlane | Phim hoạt hình ngắn hay nhất - War Is Over! Inspired by the Music of John and Yoko – Dave Mullins và Brad Booker‡ - Letter to a Pig – Tal Kantor và Amit R. Gicelter - Ninety-Five Senses – Jared và Jerusha Hess - Our Uniform – Yegane Moghaddam - Pachyderme – Stéphanie Clément và Marc Rius |
| Nhạc phim hay nhất - Oppenheimer – Ludwig Göransson‡ - American Fiction – Laura Karpman - Indiana Jones và vòng quay định mệnh – John Williams - Vầng trăng máu – Robbie Robertson (truy cử) - Poor Things – Jerskin Fendrix | Ca khúc trong phim hay nhất - "What Was I Made For?" trong phim Barbie – Nhạc và lời: Billie Eilish và Finneas O'Connell‡ - "The Fire Inside" trong phim Flamin' Hot – Nhạc và lời: Diane Warren - "I'm Just Ken" trong phim Barbie – Nhạc và lời: Mark Ronson và Andrew Wyatt - "It Never Went Away" trong phim American Symphony – Nhạc và lời: Jon Batiste và Dan Wilson - "Wahzhazhe (A Song for My People)" trong phim Vầng trăng máu – Nhạc và lời: Scott George                                                                              |
| Âm thanh xuất sắc nhất - The Zone of Interest – Tarn Willers và Johnnie Burn‡ - Kẻ kiến tạo – Ian Voigt, Erik Aadahl, Ethan Van der Ryn, Tom Ozanich và Dean Zupancic - Maestro – Steven A. Morrow, Richard King, Jason Ruder, Tom Ozanich và Dean Zupancic - Nhiệm vụ bất khả thi: Nghiệp báo – Phần 1 – Chris Munro, James H. Mather, Chris Burdon và Mark Taylor - Oppenheimer – Willie Burton, Richard King, Gary A. Rizzo và Kevin O'Connell | Thiết kế sản xuất xuất sắc nhất - Poor Things – Thiết kế sản xuất: James Price và Shona Heath; trang trí bối cảnh: Zsuzsa Mihalek‡ - Barbie – Thiết kế sản xuất: Sarah Greenwood; trang trí bối cảnh: Katie Spencer - Vầng trăng máu – Thiết kế sản xuất: Jack Fisk; trang trí bối cảnh: Adam Willis - Đế chế Napoleon – Thiết kế sản xuất: Arthur Max; trang trí bối cảnh: Elli Griff - Oppenheimer – Thiết kế sản xuất: Ruth De Jong; trang trí bối cảnh: Claire Kaufman                                                                          |
| Quay phim xuất sắc nhất - Oppenheimer – Hoyte van Hoytema‡ - El Conde – Edward Lachman - Vầng trăng máu – Rodrigo Prieto - Maestro – Matthew Libatique - Poor Things – Robbie Ryan | Hóa trang xuất sắc nhất - Poor Things – Nadia Stacey, Mark Coulier và Josh Weston‡ - Golda – Karen Hartley Thomas, Suzi Battersby và Ashra Kelly-Blue - Maestro – Kazu Hiro, Kay Georgiou và Lori McCoy-Bell - Oppenheimer – Luisa Abel - Society of the Snow – Ana López-Puigcerver, David Martí và Montse Ribé |
| Thiết kế phục trang đẹp nhất - Poor Things – Holly Waddington‡ - Barbie – Jacqueline Durran - Vầng trăng máu – Jacqueline West - Đế chế Napoleon – Janty Yates và Dave Crossman - Oppenheimer – Ellen Mirojnick | Dựng phim xuất sắc nhất - Oppenheimer – Jennifer Lame‡ - Kỳ án trên đồi tuyết – Laurent Sénéchal - The Holdovers – Kevin Tent - Vầng trăng máu – Thelma Schoonmaker - Poor Things – Yorgos Mavropsaridis |
| Hiệu ứng hình ảnh xuất sắc nhất - Godzilla Minus One – Yamazaki Takashi, Shibuya Kiyoko, Takahashi Masaki và Nojima Tatsuji‡ - Kẻ kiến tạo – Jay Cooper, Ian Comley, Andrew Roberts và Neil Corbould - Vệ binh dải Ngân Hà 3 – Stephane Ceretti, Alexis Wajsbrot, Guy Williams và Theo Bialek - Nhiệm vụ bất khả thi: Nghiệp báo – Phần 1 – Alex Wuttke, Simone Coco, Jeff Sutherland và Neil Corbould - Đế chế Napoleon – Charley Henley, Luc-Ewen Martin-Fenouillet, Simone Coco và Neil Corbould | |

### Giải Governor
Viện Hàn lâm đã tổ chức buổi lễ trao giải Governor vào ngày 9 tháng 1 năm 2024, do John Mulaney làm người dẫn chương trình. Các giải thưởng được trao cho những người sau đây trong buổi lễ:

#### Giải Oscar danh dự
- Angela Bassett[17]
- Mel Brooks[17]
- Carol Littleton[17]

#### Giải thưởng nhân đạo Jean Hersholt
- Michelle Satter[17]

### Phim có nhiều chiến thắng và đề cử
| Số lần đề cử | Phim                                      |
| ------------ | ----------------------------------------- |
| 13           | Oppenheimer                               |
| 11           | Poor Things                               |
| 10           | Vầng trăng máu                            |
| 8            | Barbie                                    |
| 7            | Maestro                                   |
| 5            | American Fiction                          |
| 5            | Kỳ án trên đồi tuyết                      |
| 5            | The Holdovers                             |
| 5            | The Zone of Interest                      |
| 3            | Đế chế Napoleon                           |
| 2            | Kẻ kiến tạo                               |
| 2            | Nhiệm vụ bất khả thi: Nghiệp báo – Phần 1 |
| 2            | Nyad                                      |
| 2            | Muôn kiếp nhân duyên                      |
| 2            | Society of the Snow                       |

| Số lần giành giải | Phim                 |
| ----------------- | -------------------- |
| 7                 | Oppenheimer          |
| 4                 | Poor Things          |
| 2                 | The Zone of Interest |

## Những người trao giải và trình diễn
Dưới đây là danh sách những nghệ sĩ tham gia lễ trao giải với tư cách là những người trao giải và những người trình diễn các tiết mục.
| Tên                                                                          | Vai trò                                                                                        |
| ---------------------------------------------------------------------------- | ---------------------------------------------------------------------------------------------- |
| David Alan Grier                                                             | Thông báo bắt đầu buổi lễ trao giải Oscar lần thứ 96                                           |
| Jamie Lee Curtis Regina King Rita Moreno Lupita Nyong'o Mary Steenburgen     | Công bố trao giải cho hạng mục Nữ diễn viên phụ xuất sắc nhất                                  |
| Chris Hemsworth Anya Taylor-Joy                                              | Công bố trao giải cho hạng mục Phim hoạt hình ngắn hay nhất và Phim hoạt hình hay nhất         |
| Melissa McCarthy Octavia Spencer                                             | Công bố trao giải cho hạng mục Kịch bản gốc xuất sắc nhất và Kịch bản chuyển thể xuất sắc nhất |
| Michael Keaton Catherine O'Hara                                              | Công bố trao giải cho hạng mục Hóa trang xuất sắc nhất và Thiết kế sản xuất xuất sắc nhất      |
| John Cena                                                                    | Công bố trao giải cho hạng mục Thiết kế phục trang đẹp nhất                                    |
| Bad Bunny Dwayne Johnson                                                     | Công bố trao giải cho hạng mục Phim quốc tế hay nhất                                           |
| Emily Blunt Ryan Gosling                                                     | Công bố tôn vinh những diễn viên đóng thế trong lịch sử điện ảnh                               |
| Mahershala Ali Quan Kế Huy Tim Robbins Sam Rockwell Christoph Waltz          | Công bố trao giải cho hạng mục Nam diễn viên phụ xuất sắc nhất                                 |
| Danny DeVito Arnold Schwarzenegger                                           | Công bố trao giải cho hạng mục Hiệu ứng hình ảnh xuất sắc nhất và Dựng phim xuất sắc nhất      |
| America Ferrera Kate McKinnon                                                | Công bố trao giải cho hạng mục Phim tài liệu ngắn hay nhất và Phim tài liệu hay nhất           |
| Zendaya                                                                      | Công bố trao giải cho hạng mục Quay phim xuất sắc nhất                                         |
| Issa Rae Ramy Youssef                                                        | Công bố trao giải cho hạng mục Phim ngắn hay nhất                                              |
| John Mulaney                                                                 | Công bố trao giải cho hạng mục Hòa âm hay nhất                                                 |
| Cynthia Erivo Ariana Grande                                                  | Công bố trao giải cho hạng mục Nhạc phim hay nhất và Ca khúc trong phim hay nhất               |
| Nicolas Cage Brendan Fraser Ben Kingsley Matthew McConaughey Forest Whitaker | Công bố trao giải cho hạng mục Nam diễn viên chính xuất sắc nhất                               |
| Steven Spielberg                                                             | Công bố trao giải cho hạng mục Đạo diễn xuất sắc nhất                                          |
| Sally Field Jessica Lange Jennifer Lawrence Charlize Theron Dương Tử Quỳnh   | Công bố trao giải cho hạng mục Nữ diễn viên chính xuất sắc nhất                                |
| Al Pacino                                                                    | Công bố trao giải cho hạng mục Phim hay nhất                                                   |

| Tên                                                                                                   | Vai trò          | Tiết mục trình diễn                                          |
| --- | ---------------- | ------------------------------------------------------------ |
| Rickey Minor                                                                                          | Giám đốc âm nhạc | Giao hưởng                                                   |
| Billie Eilish Finneas O'Connell                                                                       | Người trình diễn | "What Was I Made For?" trong phim Barbie                     |
| Scott George Nhóm ca sĩ và vũ công người Osage                                                        | Người trình diễn | "Wahzhazhe (A Song For My People)" trong phim Vầng trăng máu |
| Jon Batiste                                                                                           | Người trình diễn | "It Never Went Away" trong phim American Symphony            |
| Becky G                                                                                               | Người trình diễn | "The Fire Inside" trong phim Flamin' Hot                     |
| Ryan Gosling Mark Ronson Lưu Tư Mộ Scott Evans Ncuti Gatwa Kingsley Ben-Adir Slash Wolfgang Van Halen | Người trình diễn | "I'm Just Ken" trong phim Barbie                             |
| Andrea Bocelli Matteo Bocelli                                                                         | Người trình diễn | "Time to Say Goodbye" trong phần In Memoriam (Tưởng nhớ)     |

## Thông tin buổi lễ

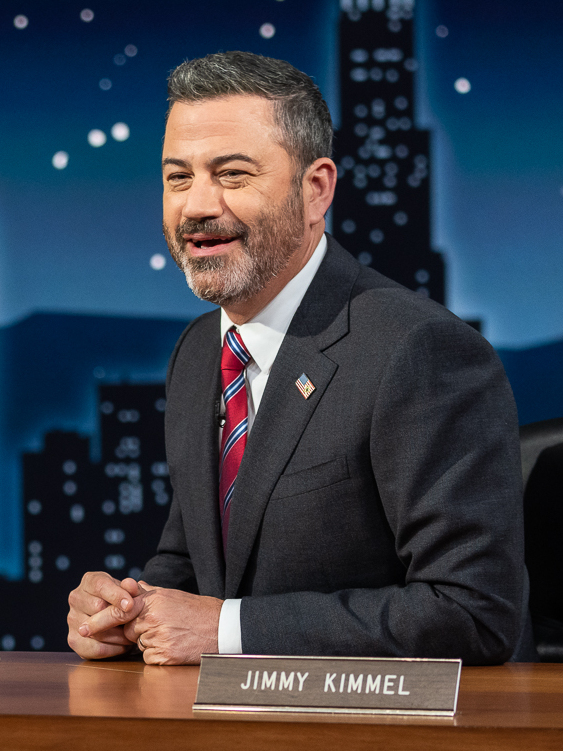
Jimmy Kimmel là người dẫn chương trình cho giải Oscar lần thứ 96, đánh dấu đây là lần thứ tư ông làm người dẫn chương trình của giải.

Ngày 17 tháng 10 năm 2023, Raj Kapoor và Katy Mullan được công bố là những giám đốc sản xuất, với Hamish Hamilton làm đạo diễn của buổi lễ; trong đó Mullan là giám đốc sản xuất của công ty sản xuất chương trình Done and Dusted của Hamilton. Ngày 15 tháng 11 cùng năm, Jimmy Kimmel được công bố là người dẫn chương trình của buổi lễ, đánh dấu đây là năm thứ hai liên tiếp và là lần thứ tư tổng thể trong lịch sử ông làm người dẫn chương trình của giải Oscar.
Ngày 30 tháng 11 năm 2023, ABC và Viện Hàn lâm thông báo rằng buổi lễ sẽ được tổ chức sớm hơn một tiếng, bắt đầu vào lúc 4 giờ chiều theo giờ PT (7 giờ tối theo giờ ET), qua đó cho phép các chương trình phát sóng trong nửa tiếng vào khung giờ vàng sau khi kết thúc buổi lễ. Trong khi đó, ABC cũng cho biết rằng một tập phim mới của Abbott Elementary sẽ được phát sóng sau buổi lễ, dự kiến phát sóng vào lúc 7 giờ 30 phút tối theo giờ PT (10 giờ 30 phút tối theo giờ ET). Với sự thay đổi này, buổi preshow (chương trình thảm đỏ trước buổi lễ) sẽ giảm xuống còn nửa tiếng.
Ngày 29 tháng 1 năm 2024, nghệ sĩ hài và phát thanh viên người Anh Amelia Dimoldenberg – người dẫn chương trình cho chương trình phỏng vấn trên YouTube Chicken Shop Date – được công bố là đại sứ truyền thông và phóng viên thảm đỏ của buổi lễ. Dimoldenberg đã tham gia vào nhiều sự kiện của mùa giải Oscar lần này, bao gồm bữa tiệc chiêu đãi của những người được đề cử giải Oscar, nơi cô tham dự một buổi sản xuất video của Viện Hàn lâm với những người được đề cử. Bên cạnh việc phỏng vấn những người được đề cử và những tài năng khác có mặt trên thảm đỏ của giải Oscar, cô cũng sẽ tham gia vào chương trình "Oscars 96 Behind the Scenes Tour" (Chuyến tham quan hậu trường của giải Oscar lần thứ 96).
Bắt đầu vào ngày 26 tháng 2 năm 2024, những người công bố trao giải đã được công bố trong một loạt các nhóm. Trong khi đó, những người trình diễn tiết mục được công bố vào ngày 28 tháng 2 năm 2024, mặc dù tiết mục trình diễn "I'm Just Ken" của Ryan Gosling trong bộ phim Barbie đã được tờ Variety đưa tin cách đây hai ngày. Sau khi nhóm người công bố trao giải đầu tiên được xướng tên, tờ The Hollywood Reporter được biết rằng Viện Hàn lâm sẽ khôi phục hình thức công bố trao giải phổ biến trước đây được sử dụng trong buổi lễ trao giải lần thứ 81, trong đó năm diễn viên từng đoạt giải Oscar cho vai chính và vai phụ đều cùng nhau lên sân khấu để giới thiệu những người được đề cử hiện tại trong các hạng mục tương ứng của họ.
Nhà thiết kế sản xuất Alana Billingsley và Misty Buckley đã thiết kế một sân khấu "hấp dẫn, đầy màu sắc và thân mật" trong suốt chín tháng. Theo Billingsley và Buckley, họ lấy cảm hứng từ những không gian đương đại, nơi mọi người có thể "gặp gỡ, trao đổi, sáng tạo. Giống như một quảng trường thời hiện đại". Bối cảnh sân khấu đã sử dụng lớp "thạch cao mềm" được hoàn thiện, "màu trắng ấm áp và tông màu kết hợp toàn bộ thiết kế lại với nhau". Kapoor muốn sân khấu có cảm giác "đắm chìm và đổi mới, và đôi khi chúng tôi cũng muốn nó có cảm giác thân mật hơn. Tôi nghĩ khi bạn bước vào nhà hát và khi bạn nhìn thấy nó, nó có cảm giác rất ấm áp và bao bọc cũng như các cử chỉ thật mềm mại. Nó giống như một cái ôm, vì màn hình và [cấu trúc] có hình dạng đường cong đáng yêu này như thế nào. Đó là cách mà chúng tôi muốn mọi người cảm nhận". Xuyên suốt buổi lễ, sân khấu sẽ được thay đổi thiết kế một cách tinh tế để tôn vinh những người được đề cử; trong đó, các hạng mục về kịch bản sẽ bao gồm hình ảnh của những chiếc máy đánh chữ thật, trong khi hạng mục Thiết kế phục trang đẹp nhất sẽ giới thiệu hình ảnh của một số trang phục được đề cử.

### Các quy tắc đa dạng
Đây sẽ là năm đầu tiên mà các quy tắc đa dạng cho hạng mục Phim hay nhất trở thành bắt buộc. Tháng 6 năm 2020, theo sáng kiến Academy Aperture 2025, Viện Hàn lâm đã thiết lập một tập hợp các tiêu chuẩn đại diện và bao gồm mà một bộ phim sẽ được yêu cầu để đáp ứng để cạnh tranh trong thể loại. Đối với các giải Oscar lần thứ 94 và lần thứ 95 (những bộ phim được phát hành vào năm 2021 và 2022), các nhà làm phim chỉ được yêu cầu phải gửi một biểu mẫu "Tiêu chuẩn hòa nhập của Viện hàn lâm" (Academy Inclusion Standards) một cách bí mật chỉ với mục đích cung cấp dữ liệu. Có bốn tiêu chuẩn chung, trong đó một bộ phim phải đáp ứng hai tiêu chuẩn để được xem xét cho hạng mục Phim hay nhất, bao gồm: (a) "sự trình bày, chủ đề và câu chuyện trên màn ảnh"; (b) "đội ngũ lãnh đạo và dự án sáng tạo"; (c) "sự tiếp cận và cơ hội của ngành"; và (d) "phát triển đối tượng".
Theo như lời giải thích của Alissa Wilkinson trên tạp chí Vox vào năm 2020, các tiêu chuẩn "về cơ bản được chia thành hai nhóm lớn: các tiêu chuẩn thúc đẩy sự đại diện toàn diện hơn và các tiêu chuẩn thúc đẩy việc làm toàn diện hơn". Các tiêu chuẩn này nhằm mục đích cung cấp cơ hội việc làm lớn hơn cho các nhóm chủng tộc và dân tộc "ít đại diện", phụ nữ, những người thuộc cộng đồng LGBTQ+ và những người khuyết tật về nhận thức hoặc thể chất, nhưng không tính những người bị mắc các bệnh khuyết tật trí tuệ như rối loạn phổ tự kỷ.